# Sư đoàn Bộ binh 9 Hàn Quốc
Sư đoàn Bộ binh 9 (tiếng Hàn: 제9보병사단) hay Sư đoàn Bạch Mã là một sư đoàn nổi tiếng của quân đội Hàn Quốc, từng tham gia chiến tranh Triều Tiên và chiến tranh Việt Nam.

## Chiến tranh Việt Nam

### Tư lệnh
Sư đoàn Bộ binh 9 dưới quyền 2 Tư lệnh khi tham chiến ở Nam Việt Nam, chỉ huy là các Thiếu tướng Yi So-dong và Cho Chun-sung.

### Biên chế
Trung đoàn Bộ binh 28
Trung đoàn Bộ binh 29
Trung đoàn Bộ binh 30
Tiểu đoàn Sơn pháo 30
Tiểu đoàn Sơn pháo 51
Tiểu đoàn Sơn pháo 52
Tiểu đoàn Sơn pháo 966
Tiểu đoàn Công binh